# Gornji Kuti
 Gornji Kuti  falu Horvátországban, a Tengermellék-Hegyvidék megyében. Közigazgatásilag Brod Moravicéhez tartozik.

## Fekvése
Fiumétól 45 km-re északkeletre, községközpontjától 1 km-re északra, a horvát Hegyvidék (Gorski kotar) területén fekszik.

## Története
A településnek 1857-ben 207, 1910-ben 256 lakosa volt. Trianonig Modrus-Fiume vármegye Delnicei járásához tartozott.
2011-ben 42 lakosa volt.

## Lakosság
| Lakosság változása | Lakosság változása | Lakosság változása | Lakosság változása | Lakosság változása | Lakosság változása | Lakosság változása | Lakosság változása | Lakosság változása | Lakosság változása | Lakosság változása | Lakosság változása | Lakosság változása | Lakosság változása | Lakosság változása | Lakosság változása |
| ------------------ | ------------------ | ------------------ | ------------------ | ------------------ | ------------------ | ------------------ | ------------------ | ------------------ | ------------------ | ------------------ | ------------------ | ------------------ | ------------------ | ------------------ | ------------------ |
| 1857               | 1869               | 1880               | 1890               | 1900               | 1910               | 1921               | 1931               | 1948               | 1953               | 1961               | 1971               | 1981               | 1991               | 2001               | 2011               |
| 207                | 222                | 230                | 242                | 242                | 256                | 209                | 169                | 143                | 145                | 143                | 117                | 79                 | 67                 | 58                 | 42                 |

## Nevezetességei
Kuti és Brod Moravice falvak között található a Sv. Andrije etnozóna, mely magában foglalja Szent András-hegyet a 17. század első felében épített azonos nevű kápolnával, valamint annak szűkebb és tágabb környezetét. A kápolna fogadalmi kápolnaként épült egy pestisjárványt követően, sokszögű apszissal, és oromfalának tetején álló harangtoronnyal. Kőből építették és fával burkolták. Környezete legelőkből, szérűskertekből és mezőkből áll.
A Kuti etnozóna magában foglalja Kuti falut, közvetlen mezőgazdasági környezettel. A falu a régi Lujzinska úttól a Kulpa-völgyig és Lukovdoltól a Brod na Kupiig vezető utak kereszteződésénél található. Többnyire egy kőből épült házsorból áll, lejtős tetővel rendelkező farészekkel. A 19. század közepéig a térségben kertes házak sora állt, amelyeket később egy kompakt, utcára néző épületsorral egészítettek ki. Környezete szántóföldekből és szérűskertekből áll. A tágabb területén található a kőboltozatos Szent András-kápolna.
Védett épület a három szintes Mance-ház, melyet kőből és fából építettek. A ház 1740 körül épült, 1820-ban kissé átépítették. A ház a régió legrégibb vidéki épülete. Tetőzete azonban teljesen beomlott.